# Petabyte
Een petabyte, afgekort PB, is 1000 terabytes ofwel 1.000.000.000.000.000 bytes (1015 B).  250 B heet nu een pebibyte, afgekort PiB. 1000 PB heet een exabyte.
Een petabyte aan informatie komt overeen met ongeveer:
- een toren van 1,8 km hoog van gestapelde cd-romschijven zonder doosje.
- 42.400 single-layer blu-rayschijven.
- 21.200 dual-layer blu-rayschijven.
- een ongecomprimeerde satellietfoto in kleur van Nederland en België met een oplossend vermogen van 1 cm.

## Voorbeelden
- Het Internet Archive bevatte in 2012 zo'n 10 petabyte aan data.[1] Vier jaar later, in 2016, bevatte het 15 petabyte aan data. Nog eens vier jaar later, In 2020 steeg dit naar 70 petabyte aan data.[2]
- Google Inc. verwerkte in 2008 20 petabytes per dag.[3]
- Facebook heeft in 2008 meer dan één petabyte aan foto's van de gebruikers (in totaal meer dan 10 miljard foto's).[4]
- De servers van World of Warcraft huisvestten in 2009 1,3 petabyte aan data.[5]
- RapidShare had in april 2008 een totale snelheid van 240 gigabit per seconde en 5,4 petabyte aan opslag.
- Het geanimeerde gedeelte van de film Avatar neemt meer dan 1 petabyte aan schijfruimte in beslag.
- Apple bestelde in 2011 een opslagsysteem met 12 petabyte aan capaciteit voor iTunes.
- Apple verkocht op 21 juli 2011 meer dan 1 miljoen kopieën van OS X Lion. Met 3,7 gigabyte per download is dat 3,7 petabyte.
- De deeltjesversneller van CERN genereert elke seconde 1 petabyte aan data.
- In 2011 bouwt IBM voor een nog onbekende klant een systeem van 120 petabyte.[6]
- Per uur verzamelt NSA 2 petabyte aan data.
- Het brein van een muis zou naar schatting overeenkomen met een geheugenopslag van ongeveer 60 petabyte.[7]

Andere eenheden of benamingen: bit · nibble/tetrade · byte/octet · phit · qubit · qutrit · trit